# Replay (álbum)
Replay es el segundo álbum recopilatorio del grupo Crosby, Stills & Nash, publicado por la compañía discográfica Atlantic Records en diciembre de 1980. El álbum no contiene material compuesto por Neil Young, y en su lugar incluye proyectos realizados por el trío. Alcanzó el puesto 22 en la lista estadounidense Billboard 200 y supuso el primer álbum de CSN en no entrar en el top 10. 

## Historia
En 1980, Stephen Stills invitó a Graham Nash a acompañarle en una gira por Europa, y subsecuentemente decidieron grabar varias canciones en una permutación inexplorada de CSNY. Sin embargo, el sello discográfico quería un álbum de CSN y publicó un recopilatorio para el mercado navideño. La pareja siguió trabajando en el estudio, pero nuevamente Atlantic Records insistió en la inclusión de David Crosby, lo que resultó en su siguiente trabajo de estudio, Daylight Again. Aparentemente, dado el mínimo número de créditos en los temas compuestos, Crosby no tuvo nada que ver en la selección de canciones para Replay, desestimando el álbum como «un obvio viaje de dinero, nada más».
El álbum contiene cuatro canciones no pertenecientes al proyecto CSN y no incluyó tres sencillos de éxito como «Teach Your Children», «Suite: Judy Blue Eyes» y «Woodstock». Todas las canciones habían sido previamente publicadas, cuatro de ellas en álbumes no relacionados con CSN: «Love The One You're With» y «First Things First» incluyeron a Crosby y Nash en los coros, también presentes en «Change Partners» presente en álbumes en solitario de Stills. «To the Last Whale...», que comprende las canciones «Critical Mass» de Crosby y «Wind on the Water» de Nash, proceden de Wind on the Water, un álbum de Crosby & Nash publicado por ABC Records.
«Carry On» fue editada suprimiendo la segunda parte del tema original (Questions) y añadiendo un nuevo solo de guitarra eléctrica.
Hasta la fecha no ha aparecido en CD.

## Lista de canciones
| Cara A |                           |                                         |          |  |
| N.º    | Título                    | Escritor(es)                            | Duración |  |
| 1.     | «Carry On»                | Stephen Stills                          | 3:17     |  |
| 2.     | «Marrakesh Express»       | Graham Nash                             | 2:36     |  |
| 3.     | «Just A Song Before I Go» | Graham Nash                             | 2:12     |  |
| 4.     | «First Things First»      | Stephen Stills, Joe Schermie, Jon Smith | 2:16     |  |
| 5.     | «Shadow Captain»          | David Crosby, Craig Doerge              | 4:32     |  |
| 6.     | «To the Last Whale...»    | David Crosby, Graham Nash               | 5:30     |  |

| Cara B |                            |                |          |  |
| N.º    | Título                     | Escritor(es)   | Duración |  |
| 1.     | «Love the One You're With» | Stephen Stills | 3:13     |  |
| 2.     | «Pre-Road Downs»           | Graham Nash    | 3:03     |  |
| 3.     | «Change Partners»          | Stephen Stills | 2:12     |  |
| 4.     | «I Give You Give Blind»    | Stephen Stills | 3:21     |  |
| 5.     | «Cathedral»                | Graham Nash    | 5:15     |  |

## Personnel
- David Crosby: voz y guitarra acústica en "Just A Song Before I Go"; orquestación en "Cathedral"
- Stephen Stills: voz en todos los temas excepto "To the Last Whale"; guitarras en todos los temas excepto "To the Last Whale" y "Cathedral"; instrumento en "Carry On," "Marrakesh Express," y "Pre-Road Downs"; teclados en "Carry On," "Marrakesh Express" "Pre-Road Downs," y "Change Partners" conga, batería en "Carry On"
- Graham Nash: voz en todos los temas excepto "Change Partners"; guitarra rítmica en "Marrakesh Express" y "Pre-Road Downs"; piano en "Just A Song Before I Go," "To the Last Whale...," y "Cathedral"; orquestación en "Cathedral"; congas en "Carry On"